# John Joseph O'Connor
John Joseph O'Connor (Philadelphia, 15 januari 1920 – New York, 3 mei 2000) was een Amerikaans geestelijke en kardinaal van de Rooms-Katholieke Kerk.

## Levensloop
O'Connor doorliep de lagere en middelbare school in zijn geboortestad, waar hij eveneens studeerde aan de universiteit. Aan de Universiteit van Georgetown studeerde hij ethiek, klinische psychologie en politieke wetenschappen. Hij werd op 15 december 1945 tot priester gewijd. Na enige tijd werkzaam geweest te zijn in het onderwijs werd hij in 1957 hoofdaalmoezenier bij de Amerikaanse marine. Dit zou hij tot 1979 blijven.
In dat jaar benoemde paus Johannes Paulus II hem tot titulair bisschop van Cursola en tot vicaris voor de Amerikaanse krijgsmacht. De paus zelf wijdde hem tot bisschop in de Sint-Pietersbasiliek. Op 6 mei 1983 werd hij benoemd tot bisschop van Scranton. In januari van het volgende jaar benoemde de paus hem tot aartsbisschop van New York als opvolger van de even daarvoor overleden Terence James Cooke.
Tijdens het consistorie van 25 mei 1985 creëerde de paus hem kardinaal. Hij kreeg de Giovanni e Paolo als titelkerk.
De kardinaal overleed in 2000 aan complicaties ten gevolge van een hersentumor. Zijn begrafenis werd bijgewoond door tal van hoogwaardigheidsbekleders onder wie de secretaris-generaal van de Verenigde Naties, Kofi Annan en de Amerikaanse president Bill Clinton.
- Bibliothèque nationale de France: cb120379456 (data)
- CiNii: DA05668202
- Gemeinsame Normdatei: 11886629X
- International Standard Name Identifier: 0000 0001 1556 1917
- Library of Congress Control Number: n81089114
- National Archives and Records Administration: 10569972
- Nationale Bibliotheek van Israël: 987007308432205171
- Nationale Bibliotheek van Polen: a0000003068404
- Nederlandse Thesaurus van Auteursnamen: 074510495
- Réseau des bibliothèques de Suisse occidentale: 02-A022476789
- Istituto Centrale per il Catalogo Unico: SBLV300354
- SNAC: w6fx87v9
- Système universitaire de documentation: 028570138
- Union List of Artist Names: 500058924
- Virtual International Authority File: 4947420
- WorldCat: E39PBJppFwj4hkpmGprG3ckCcP